# Andrew Murray Scott
Andrew Murray Scott (Aberdeen, 1955) è un romanziere e poeta scozzese, anche saggista e biografo. Il suo primo romanzo, intitolato Tumulus è apparso nel 2000, ha vinto il Premio Dundee International Book Prize.
È autore di numerose biografie e saggi, inclusa la biografia del primo capo jacobita John Grahame di Claverhouse, intitolata Bonnie Dundee e ristampata nel 2000. Nei suoi libri ha spesso narrato la storia della città scozzese di Dundee. Nel 2009 ha pubblicato una raccolta di poesie intitolata Dancing Underwater (Ballando sottacqua). Ha scritto inoltre la biografia dell'autore italo-scozzese Alexander Trocchi (1925 - 84), pubblicata nel 1991 insieme alla relativa antologia Invisible Insurrection: A Trocchi Reader, curata da Scott e ristampata nel 1996.
Una collezione di opere dell'autore sono conservate presso gli archivi della Università di Dundee insieme a suo materiale biografico e altre relative informazioni letterarie.